# Хімічна промисловість

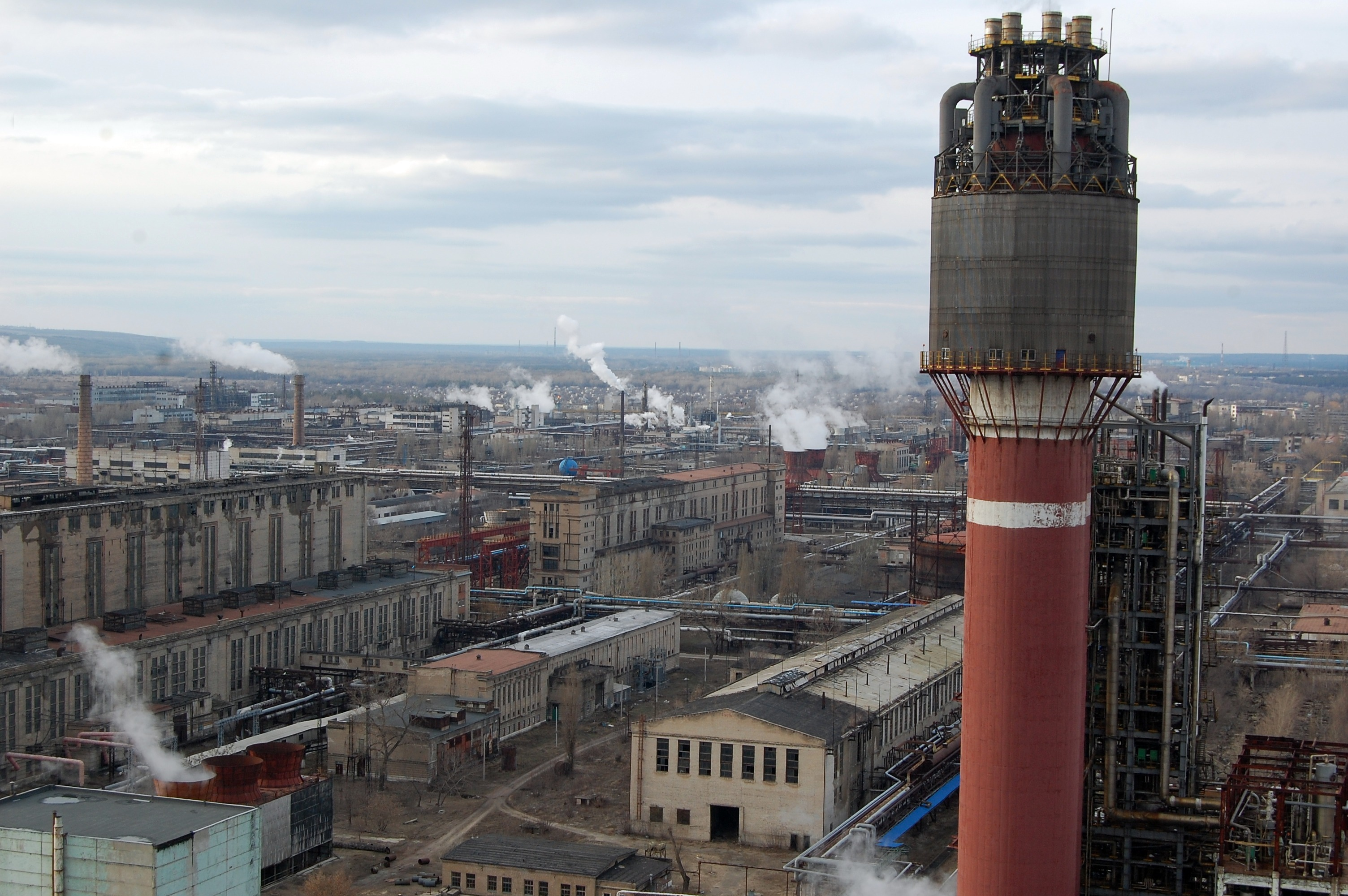
Об'єднання АЗОТ. м.Сєвєродонецьк

Хімічна промисло́вість — це галузь важкої промисловості, до якої належить продукція мінеральних добрив, пластмас і хімічних композитів, штучного і синтетичного волокна й текстилю, органічних і неорганічних хімікатів, гербіцидів, хімікатів для презервування продуктів харчової промисловості, фото- і кіноплівки та реактивів для упакування, штучної гуми, засобів для миття і дезинфектантів, отрутохімікатів воєнного призначення, а також деяких експозитів.
Хімічна промисловість – галузь важкої індустрії, на підприємствах якої, застосовуючи хімічні методи переробки сировини і матеріалів, одержують різну хімічну продукцію (органічні і неорганічні хімікати, мінеральні добрива і сировину для них, содопродукти, хлор, бром, барвники, реактиви, хімічні волокна, товари побутової хімії тощо). У залежності від технології виробництва і призначення продукції хімічна індустрія підрозділяється на окремі підгалузі.

## Галузі
Основними галузями хімічної промисловості є петрохімічна (або нафтохімічна) промисловість, карбохімічна (або коксохімічна) промисловість, заводи, що переробляють іншу хімічну сировину (сірку, йод, бром) тощо. Деякі ділянки хімічного виробництва, за сучасною класифікацією, не належать до хімічних, а становлять окремі галузі промисловості; до них належить власне нафтохімічна і целюлозно-паперова (так звана лісохімічна) промисловість, коксохімічна, фармацевтична і найновіша — мікробіологічна промисловість. 
До складу хімічної промисловості входять такі галузі:
- гірничо-хімічна;
- основна хімічна;
- хімія органічного синтезу;
- виробництво та переробка полімерних матеріалів;
- хімія тонкого органічного синтезу (виготовлення лаків, фарб, фотохімічних товарів);
- побутова хімічна.

## Застосування
Вироби хімічної промисловості знаходять застосування в усіх без винятку ділянках народного господарства і в побуті. Особливо швидке зростання вживання продуктів хімічної промисловості припадає на другу пол. 20 ст., коли у зв'язку з недостачею традиційних видів сировини (вовна, шкіра, деревина, хутра, навіть метали) та великим приростом населення постала потреба в замінниках цих матеріалів. Завдяки високому ступеневі розвитку хімічної науки та можливостям застосовувати в хімічному виробництві автоматизацію процесів, хімічна промисловість відзначається малою трудомісткістю, але високими коштами устаткування.